# إد غرايمز
إد غرايمز (بالإنجليزية: Ed Grimes)‏ هو لاعب كرة قاعدة أمريكي، ولد في 8 سبتمبر 1905 في شيكاغو في الولايات المتحدة، وتوفي بنفس المكان في 6 أكتوبر 1974.

## وصلات خارجية
- إد غرايمز على موقعبيزبول رفرنس.كوم (الدوري الرئيسي) (الإنجليزية)
- إد غرايمز على موقعبيزبول رفرنس.كوم (الدوري الثانوي) (الإنجليزية)